# Старо-Штефанє
45°49′ пн. ш. 16°43′ сх. д. / 45.82° пн. ш. 16.71° сх. д.
Старо-Штефанє (хорв. Staro Štefanje) — населений пункт у Хорватії, в Б'єловарсько-Білогорській жупанії у складі громади Штефанє.

## Населення
Населення за даними перепису 2011 року становило 186 осіб.
Динаміка чисельності населення поселення: